# منتخب إندونيسيا لكرة اليد للسيدات
منتخب إندونيسيا لكرة اليد للسيدات هو الممثل الرسمي لإندونيسيا في رياضة كرة اليد. شارك في بطولة آسيا لكرة اليد للسيدات مرتين وكانت المشاركة الأولى في سنة 2012، كان أفضل مركز له فيها هو التاسع.